# Nio ET9

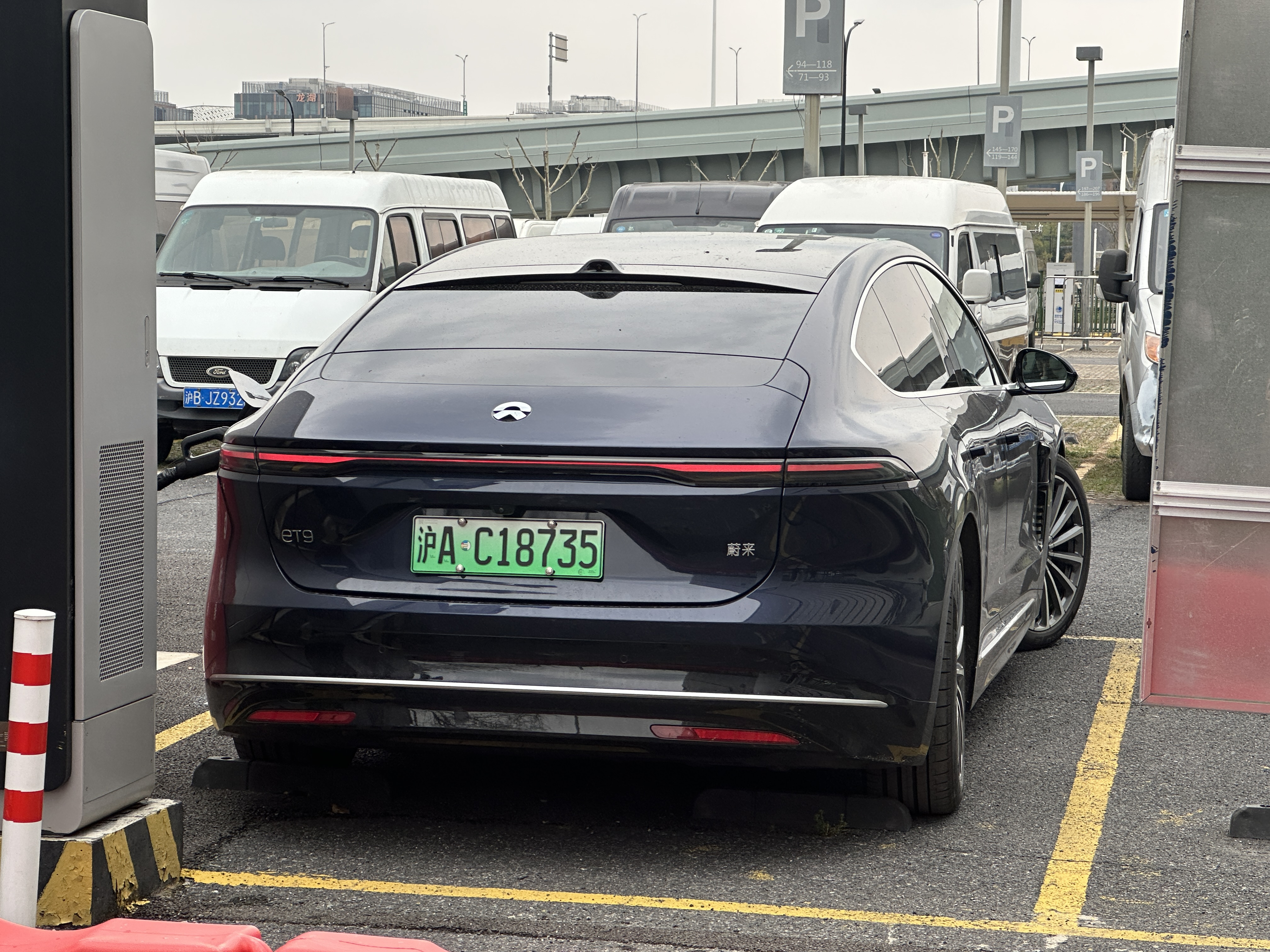
Heckansicht

Der Nio ET9 ist ein Elektroauto des chinesischen Automobilherstellers Nio. Die Fastback-Limousine ist das bisher größte Modell der Marke.

## Geschichte
Auf dem herstellereigenen Nio Day am 23. Dezember 2023 wurde das Modell erstmals vorgestellt. Vorbestellungen in China waren anschließend möglich. Die Markteinführung erfolgte beim Nio Day am 21. Dezember 2024. Ein Export nach Europa ist noch unklar.

## Technik
Basis bildet eine neue Plattform mit 900-Volt-Technik. Angetrieben wird der 5,33 m lange ET9 von zwei Elektromotoren, je einem an jeder Achse. Die Drehstrom-Asynchronmaschine an der Vorderachse leistet 180 kW (245 PS), der Permanentmagnet-Synchronmotor an der Hinterachse 340 kW (462 PS). Die Gesamtsystemleistung beträgt 520 kW (707 PS). Der 120 kWh große Akku kann mit bis zu 600 kW aufgeladen werden. Innerhalb von fünf Minuten werden so 255 km Reichweite nachgeladen. Zudem ist Nios Akkuwechsel-Infrastruktur (Swap Stations) nutzbar, bei der innerhalb von fünf Minuten ein komplett voll geladener Akku eingesetzt wird. Die Energiedichte gibt der Hersteller mit 292 Wh/kg an. Die Beschleunigung aus dem Stand auf 100 km/h soll in 4,3 Sekunden erfolgen, die Höchstgeschwindigkeit wird mit 220 km/h angegeben.
Das Fahrzeug verfügt über eine aktive Federung mit hydraulischen Dämpfern (SkyRide), drive-by-Wire-Technik und Hinterradlenkung (bis zu 8,3°). Neben Kameras werden Radar- und Lidar-Sensoren zur Umfelderkennung verwendet.
Im Innenraum finden sich mehrere Touchscreen-Bildschirme: ein 15,6 Zoll großer zentral in der Mittelkonsole, zwei 14,6 Zoll messende an der Rückseite der Vordersitze für die zweite Sitzreihe sowie ein 8 Zoll großer Touchscreen als Bedienkonsole zwischen diesen beiden Sitzen. Zudem gibt es ein längs geteiltes Panoramaglasdach, einen kleinen Kühlschrank und faltbare Tische. Die hinteren Sitze lassen sich um bis zu 45° neigen.

### Aktives Fahrwerk
Das intelligente Fahrwerkssystem SkyRide des Nio ET9 verfügt über eine vollaktive hydraulische Federung, die vom US-Unternehmen ClearMotion entwickelt wurde. Dieses System mit der Bezeichnung ClearMotion1 nutzt elektrohydraulische Aktuatoren an jedem Rad, um sich in Echtzeit an die Straßenbedingungen anzupassen und so Fahrkomfort und Stabilität zu verbessern. ClearMotion1 kann die Bewegungen in der Kabine im Vergleich zu bestehenden Technologien um etwa 75 % reduzieren und reagiert innerhalb von Millisekunden auf Straßeneingaben. Bei der Markteinführung des ET9 demonstrierte Nio die Leistungsfähigkeit der Federung, indem er mit einem Turm aus Champagnergläsern auf der Motorhaube über Bodenschwellen fuhr, ohne dass etwas davon verschüttet wurde. Im Dezember 2023 gab ClearMotion einen Produktionsauftrag von Nio über drei Millionen Einheiten seines ClearMotion1-Federungssystems bekannt. Damit ist der ET9 das erste Modell mit dieser Technik. Die Auslieferungen des ET9 mit aktiver Federung begannen im ersten Quartal 2025.